# Siemkowice
Siemkowice is een dorp in het Poolse woiwodschap Łódź, in het district Pajęczański. De plaats maakt deel uit van de gemeente Siemkowice en telt 1100 inwoners.

## Verkeer en vervoer
- Station Chorzew Siemkowice

## Geboren
- Robert Warzycha (1963), voetballer en voetbalcoach